# US Torinese
US Torinese was een Italiaanse voetbalclub uit Turijn.

## Geschiedenis
US Torinese werd begin jaren 1900 opgericht, maar trad pas op het voorplan tijdens de Eerste Wereldoorlog. Tijdens de oorlog werden er regionale kampioenschappen gespeeld, die niet officieel waren. De Coppa Federale was onderverdeeld in vijf groepen van drie clubs. US Torinese speelde in Groep B samen met gevestigde waarden Torino FC en Juventus FC en kon geen wedstrijd winnen. Ook in het tweede seizoen werd de club laatste in zijn groep.
Na de oorlog nam de club deel aan de Prima Categoria, de toenmalige hoogste klasse, die opgedeeld was in regionale competities. In groep B van Piemonte werd US vierde op zes clubs. De volgende twee seizoenen werd de club telkens tweede en kon niet doorstoten naar de volgende ronde. In de jaren twintig verdween de club.